# Lebanon (Indiana)
Lebanon é uma cidade localizada no estado americano de Indiana, no Condado de Boone.

## Demografia
Segundo o censo americano de 2000, a sua população era de 14.222 habitantes.
Em 2006, foi estimada uma população de 15.186, um aumento de 964 (6.8%).

## Geografia
De acordo com o United States Census Bureau tem uma área de
18,9 km², dos quais 18,9 km² cobertos por terra e 0,0 km² cobertos por água. Lebanon localiza-se a aproximadamente 287 m acima do nível do mar.

## Localidades na vizinhança
O diagrama seguinte representa as localidades num raio de 20 km ao redor de Lebanon.